# 絵島
絵島（えじま、天和元年（1681年） - 寛保元年4月10日（1741年5月24日））は、江戸時代中期の江戸城大奥御年寄。名前は「江島」が正しいとされる歌舞伎役者・生島新五郎とともに、江島生島事件の中心人物である。本名はみき。

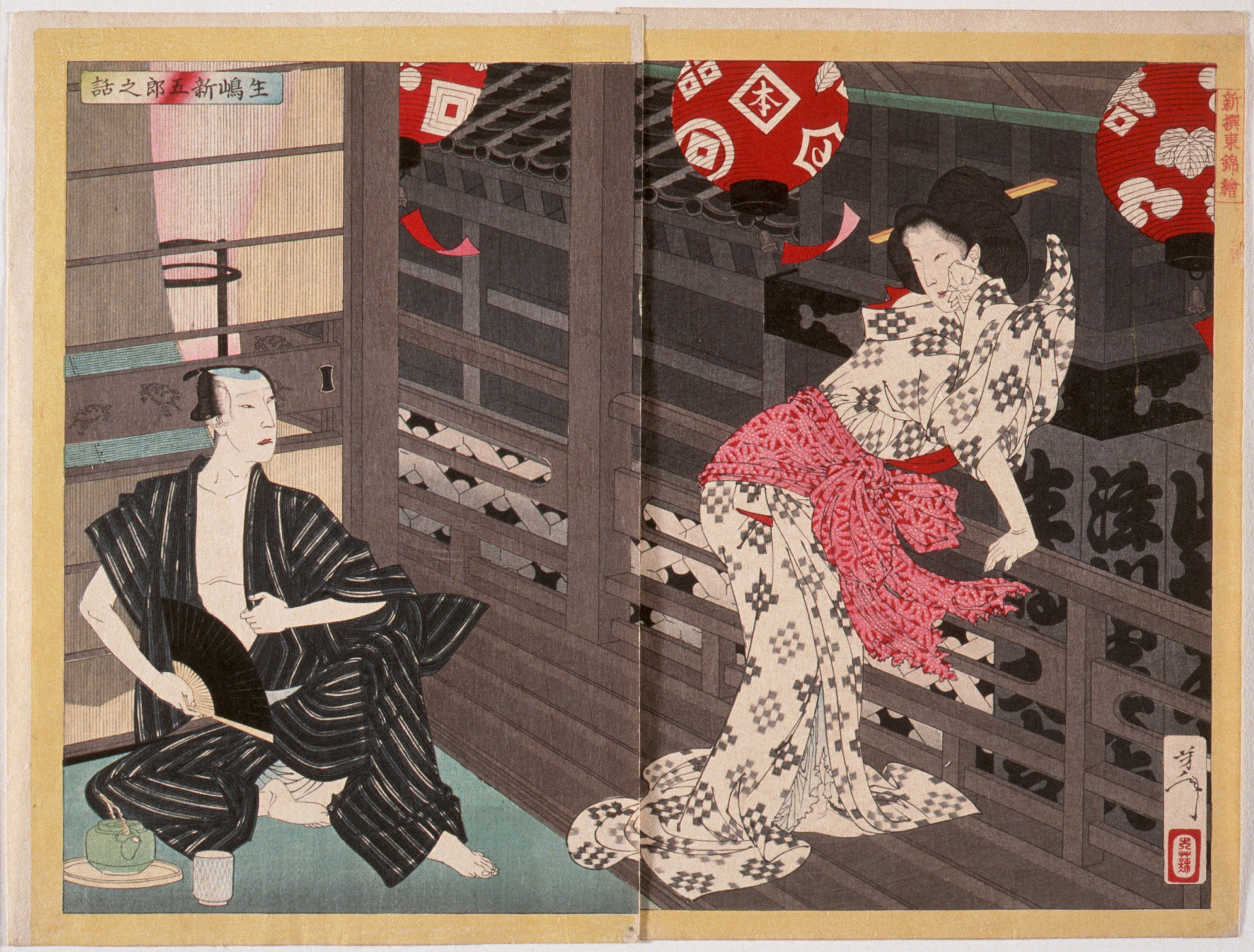
『生嶋新五郎之話』（月岡芳年画）

## 生涯

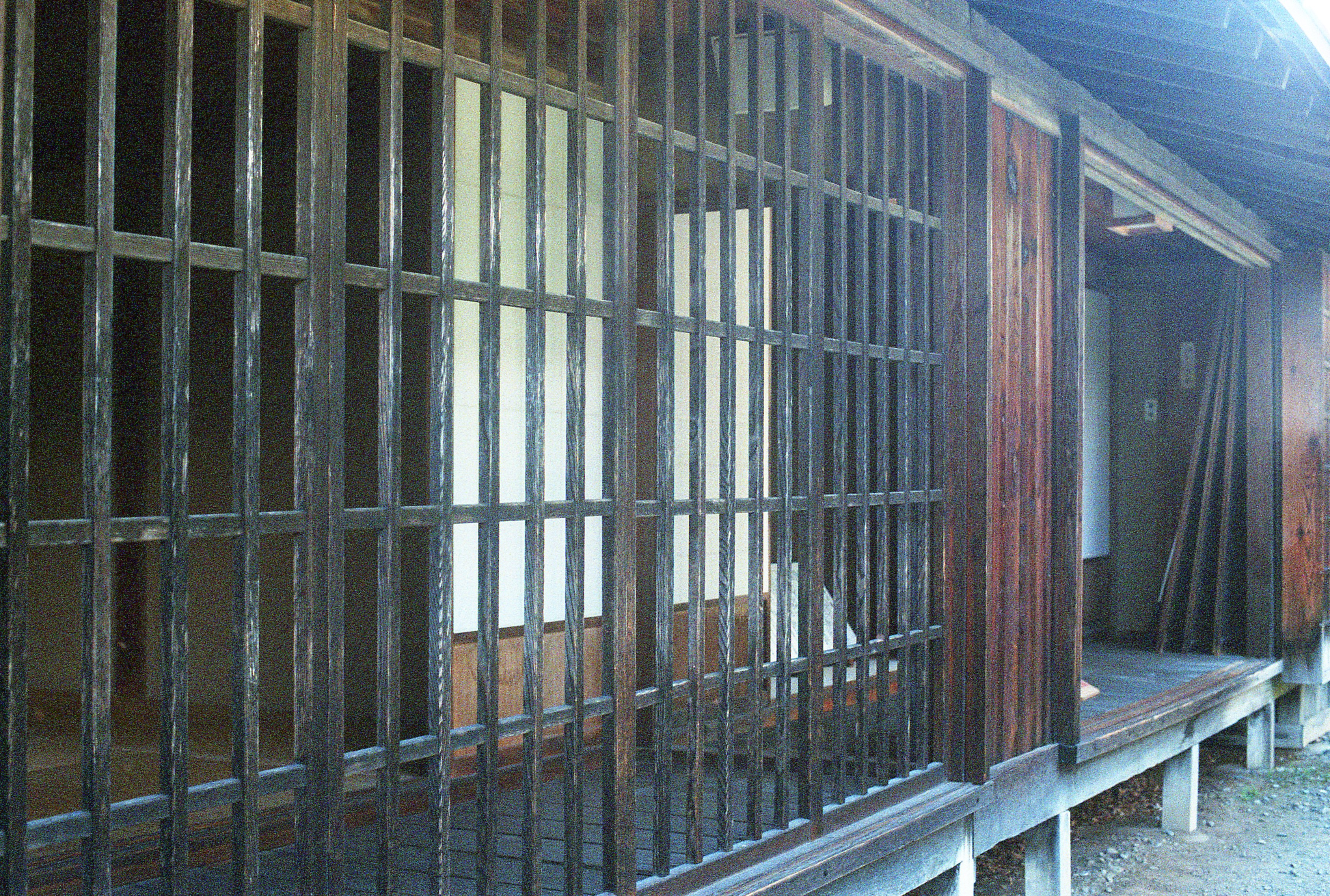
絵島囲み屋敷（伊那市高遠町）

天和元年（1681年）、甲府藩士・疋田彦四郎の娘として誕生。三河国に生まれ、江戸で育つ。
実父・彦四郎の死後、母が旗本・白井平右衛門久俊に再婚したため、その養女となる。はじめ尾張徳川家、次いで甲府徳川家の桜田御殿に仕え、藩主・徳川綱豊（後の徳川家宣）が江戸幕府6代将軍になるとともに大奥入りする。
家宣の側室で7代将軍・家継の生母であるお喜世の方（左京の方・後の月光院）に仕え、その右腕とも言われていた。正徳4年（1714年）、月光院の名代として前将軍・家宣の墓参りのため奥女中の宮路らと共に寛永寺、増上寺へ参詣。その帰途、木挽町（現在の東京都中央区東銀座界隈、歌舞伎座周辺）の芝居小屋・山村座に立ち寄って帰城が遅れ、門限に間に合わなかった咎で評定所の審理を受ける。山村座の役者であった生島新五郎との密会を疑われ拷問にかけられたが、彼女は自白しなかった。死罪を減じての遠島（島流し）と裁決が下りたが、月光院が減刑を嘆願したため、結局は信濃高遠藩（現在の長野県伊那市高遠町）へ流された。また、連座者として旗本であった異母兄・白井平右衛門勝昌は斬首、弟の豊島常慶は重追放の処分を受けた。
江島は屋敷に幽閉され、朝夕二度、一汁一菜の食事を摂り、酒、菓子類を口にすることを禁じられ、衣服も木綿のもののみと定められた生活のなか、お経などを読んで時を過ごしたという。しかし、大奥在籍のころから信仰していた日蓮宗の蓮華寺に行くことは許された。大奥のことを一切口にしなかったほどの清廉な姿勢によって、後に高遠藩の藩主に一目置かれるようになったという。現在では高遠城址公園に隣接した伊那市立高遠町歴史博物館の敷地に、江島が幽閉された建物が復元され絵島囲み屋敷として公開されている。往時は老中の指図で城下から一里離れた非持村火打平にあった。一見、普通の屋敷のように見えるが、庭に面した格子戸は「はめ殺し」で開けられず、唯一の出入り口の脇には詰所が設けられ監視人が配置され、板塀の上には二重の忍び返しがあり、外部と完全に隔離されていた。つまり、事実上監獄であった。手紙のやりとりも許されなかったという。
しかし、享保7年（1722年）に高遠藩主内藤頼卿が江戸家老の野木多宮に絵島の赦免嘆願書を届けさせ、翌年月番老中安藤信友から内藤家の江戸藩邸に「非公式ながらこれを許可する」という達しがあった。そのため高遠城内での起居が比較的自由になり、囲い屋敷の周囲の散歩が認められ、藩主や内藤蔵人の厚意で月に何度か登城し、城に勤める女性たちの躾の指導をするようになった。そして、27年間の幽閉（閑居）生活の後、寛保元年（1741年）に風邪をひいて全身がむくみはじめ、それが元になって死去した。墓所は高遠の蓮華寺にあるが、大正5年（1916年）に高遠を訪れた田山花袋に発見されるまで、永らく放置されていた。後に東京の歌舞伎関係者によって墓を囲む玉垣が奉納された。法名は「信敬院妙立日如大姉」。

## 江島が登場する作品
小説
- 絵島生島（新潮社　著：舟橋聖一）
- 大奥婦女記（講談社　著：松本清張）
- 続 徳川の夫人たち（朝日新聞社　著：吉屋信子）
- 絵島疑獄（講談社文庫　著：杉本苑子）
- 不義密通にあらず 絵島生島物語（実業之日本社　著：中野圭一郎）
- 大奥ｰOH!OKU￼￼（角川書店　著：浅野妙子）
- 大奥秘図（学研M文庫　著：早乙女貢）
- 絵島の恋（短編、東京文藝社、新潮文庫、角川文庫　著：平岩弓枝）
- 花鳥（文春文庫　著：藤原緋沙子）
- 渋柿（短編、桃源社　著：宮本幹也）

映画
- 元禄忠臣蔵 後篇（1942年・松竹　演：山本貞子）
- 絵島生島（1955年・松竹　演：淡島千景）
- 大奥（2006年・東映　演：仲間由紀恵）

テレビドラマ
- 元禄忠臣蔵 お浜御殿綱豊卿（1958年・TBS　演：小夜福子）
- 浜御殿綱豊卿（1968年・毎日放送　演：鳳八千代）
- 大奥（1968年・関西テレビ　演：有馬稲子）※月光院（高峰三枝子）の妹という設定。
- 男は度胸（1970年・NHK　演：岡田茉莉子）
- 絵島生島（1971年・テレビ東京　演：有馬稲子）
- 大奥（1983年・関西テレビ　演：神崎愛）
- 徳川風雲録 御三家の野望（1986年・テレビ東京　演：叶和貴子）
- 八代将軍吉宗（1995年・NHK大河ドラマ　演：あべ静江）
- 炎の奉行 大岡越前守（1997年・テレビ東京　演：高島礼子）
- 忠臣蔵 瑤泉院の陰謀（2007年・テレビ東京　演：田村まどか）
- 徳川風雲録 八代将軍吉宗（2008年・テレビ東京　演：黒谷友香）
- 忠臣蔵の恋〜四十八人目の忠臣〜（2016年・NHK、演：清水美沙）[7]

テレビ番組
- 歴史秘話ヒストリア　（2016年・NHK　演：上西恵（NMB48））[8]

漫画
- 大奥（よしながふみ）